# Giulia Zanderighi
Giulia Zanderighi (* 1974 in Mailand) ist eine italienische Physikerin. Seit 2019 ist sie Direktorin am Max-Planck-Institut für Physik.

## Leben
Zanderighi studierte Physik an der Universität Mailand und promovierte an der Università degli Studi in Pavia. Sie forschte am Institute for Particle Physics Phenomenology in der Durham University und am Fermilab in Batavia. 2005 wurde sie Fellow am CERN.
2007 wechselte sie an die Universität Oxford, zunächst als Juniorprofessorin und Tutorial Fellow im Wadham College. 2010 wurde sie dort Professorin für Physik. 2014 ließ sie sich für fünf Jahre von der Universität Oxford beurlauben, um eine Stelle als Staff Member in der Abteilung für theoretische Physik am CERN anzunehmen. 2019 trat sie ihr Amt als Direktorin am Max-Planck-Institut für Physik an. Dort leitet sie die Abteilung „Innovative Berechnungsmethoden in der Teilchenphysik“. 2021 erhielt sie die Liesel-Beckmann-Professur der Technischen Universität München.
Zanderighis Forschungsschwerpunkt ist das Gebiet der Beschleuniger-Phänomenologie. Diese theoretische Disziplin untersucht Elementarteilchen und ihre fundamentalen Wechselwirkungen. Sie befasst sich mit theoretischen Vorhersagen für Teilchenkollisionen im Large Hadron Collider (LHC) am CERN. Mit hochpräzisen Berechnungen hat sich Zanderighi einen Namen gemacht. Diese geben Auskunft, welche Ergebnisse bei den Kollisionen zu erwarten sind, zum Beispiel bei der Produktion oder beim Zerfall des Higgs-Bosons.

## Auszeichnungen
- 2007: STFC Advanced Fellowship
- 2012: Bessel-Forschungspreis
- 2013: ERC Consolidator Grant[3]

## Artikel
- Fully Differential Vector-Boson-Fusion Higgs Production at Next-to-Next-to-Leading Order. Matteo Cacciari (Diderot U., Paris & Paris, LPTHE & CERN), Frédéric A. Dreyer (Paris, LPTHE & CERN), Alexander Karlberg (Oxford U., Theor. Phys.), Gavin P. Salam (CERN), Giulia Zanderighi (CERN & Oxford U., Theor. Phys.). In: Phys. Rev. Lett., 2018, 120, 139901.
- How bright is the proton? A precise determination of the photon parton distribution function. Aneesh Manohar (CERN & UC, San Diego), Paolo Nason (INFN, Milan Bicocca), Gavin P. Salam (CERN), Giulia Zanderighi (CERN & Oxford U., Theor. Phys.). In: Phys. Rev. Lett., 14. Juli 2016, 117, no.24, 242002. 6 S.; PMID 28009194.
- NNLOPS simulation of Higgs boson production. Keith Hamilton (University Coll. London & CERN), Paolo Nason (INFN, Milan Bicocca), Emanuele Re, Giulia Zanderighi (Oxford U., Theor. Phys.). In: JHEP, 30. Aug. 2013, 1310. 25 S.; 222 MCNET-13-11, CERN-PH-TH-2013-205, OUTP-13-18P; arxiv:1309.0017.
- Higgs and Z-boson production with a jet veto. Andrea Banfi (Freiburg U.), Pier Francesco Monni (Zurich U.), Gavin P. Salam (CERN & Princeton U. & Paris, LPTHE), Giulia Zanderighi (Oxford U., Theor. Phys.). In: Phys. Rev. Lett., Juni 2012, 109, 202001. 14 S.; arxiv:1206.4998.
- One-loop calculations in quantum field theory: from Feynman diagrams to unitarity cuts. R. Keith Ellis (Fermilab), Zoltan Kunszt (Zurich, ETH), Kirill Melnikov (Johns Hopkins U.), Giulia Zanderighi (Oxford U., Theor. Phys.). In: Phys.Rept., Mai 2011, 518, S. 141–250. 157 S.; arxiv:1105.4319.